# Alipes calcipes
Alipes calcipes är en mångfotingart som beskrevs av Cook 1897. Alipes calcipes ingår i släktet Alipes och familjen Scolopendridae. Inga underarter finns listade i Catalogue of Life.